# Ostriw Lapina
Ostriw Lapina (ukr. Острів Ляпіна), także Zełenyj ostriw (ukr. Зелений острів) – wyspa w ukraińskiej części Morza Azowskiego (Zatoka Taganroska), położona około 3 km na wschód od granicy Mariupola. Znajduje się w obrębie Parku Narodowego „Meotyda”.
Od strony lądu z wyspą graniczy wieś Wynohradno.
Przez długi czas obszar pomiędzy wyspą, a wybrzeżem pokrywał gruz budowlany, ułatwiając dostęp. Mając to na uwadze, działacze ekologiczni utworzyli zasieki w pobliżu terenów chronionych i przedzielili drutem kolczastym przesmyk, aby ratować unikalne gatunki bytujących tam ptaków, z których część jest wpisana do Czerwonej Księgi gatunków zagrożonych.
Na wyspie prawie rokrocznie zdarzają się pożary wynikłe z zaprószenia ognia. 
Wody wokół wyspy zostały zaminowane podczas konfliktu ukraińsko-rosyjskiego, w wyniku czego w 2015 śmierć poniósł rybak.